# Усть-Карагол
Усть-Карагол — посёлок в Таштагольском районе Кемеровской области. Входит в состав Усть-Кабырзинского сельского поселения.

## География
Центральная часть населённого пункта расположена на высоте 451 метров над уровнем моря.

## Население
По данным Всероссийской переписи населения 2010 года, в посёлке Усть-Карагол проживает 17 человек (11 мужчина, 6 женщин).